# Homalomelas
Homalomelas is een kevergeslacht uit de familie van de boktorren (Cerambycidae). De wetenschappelijke naam van het geslacht werd voor het eerst geldig gepubliceerd in 1855 door White.

## Soorten
Homalomelas omvat de volgende soorten:
- Homalomelas gracilipes (Parry, 1849)
- Homalomelas quadridentatus Gahan, 1906
- Homalomelas zonatus Pascoe, 1859